# Efeito Osborne
O efeito Osborne é um fenómeno social em que os clientes de uma dada empresa tendem a cancelar ou adiar as encomendas de um produto dessa empresa devido ao anúncio de um novo produto por parte da mesma. É um exemplo de canibalização de um produto.
O termo deve-se à empresa Osborne Computer Corporation, cujo futuro produto (um computador denominado Osborne Executive) foi anunciado mais de um ano antes do seu lançamento no mercado, o que contribuiu significativamente para a queda nas vendas do Osborne 1 e para a falência da empresa.

## Descrição

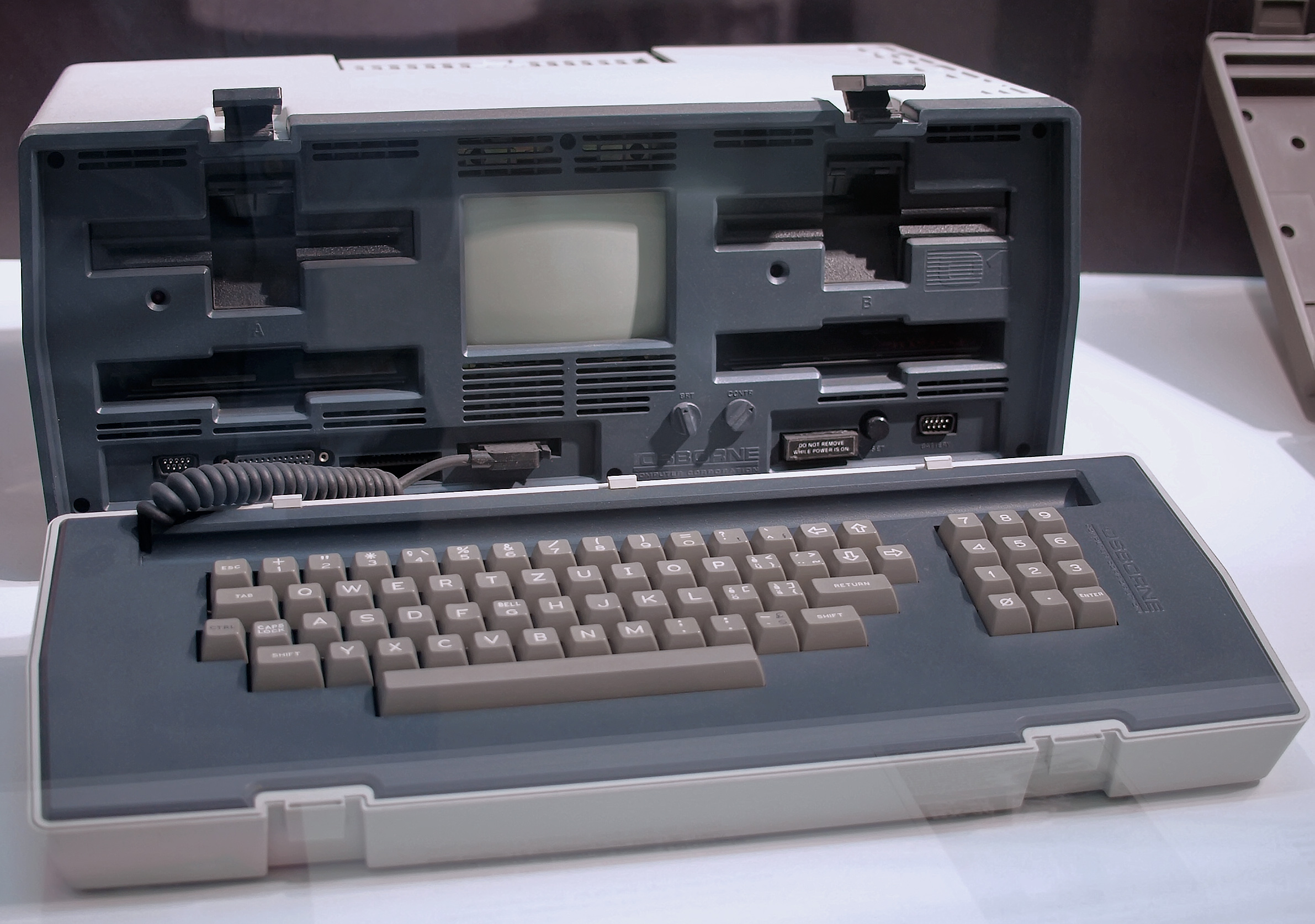
Um computador Osborne 1, coleção do Museu da Comunicação em Berna.

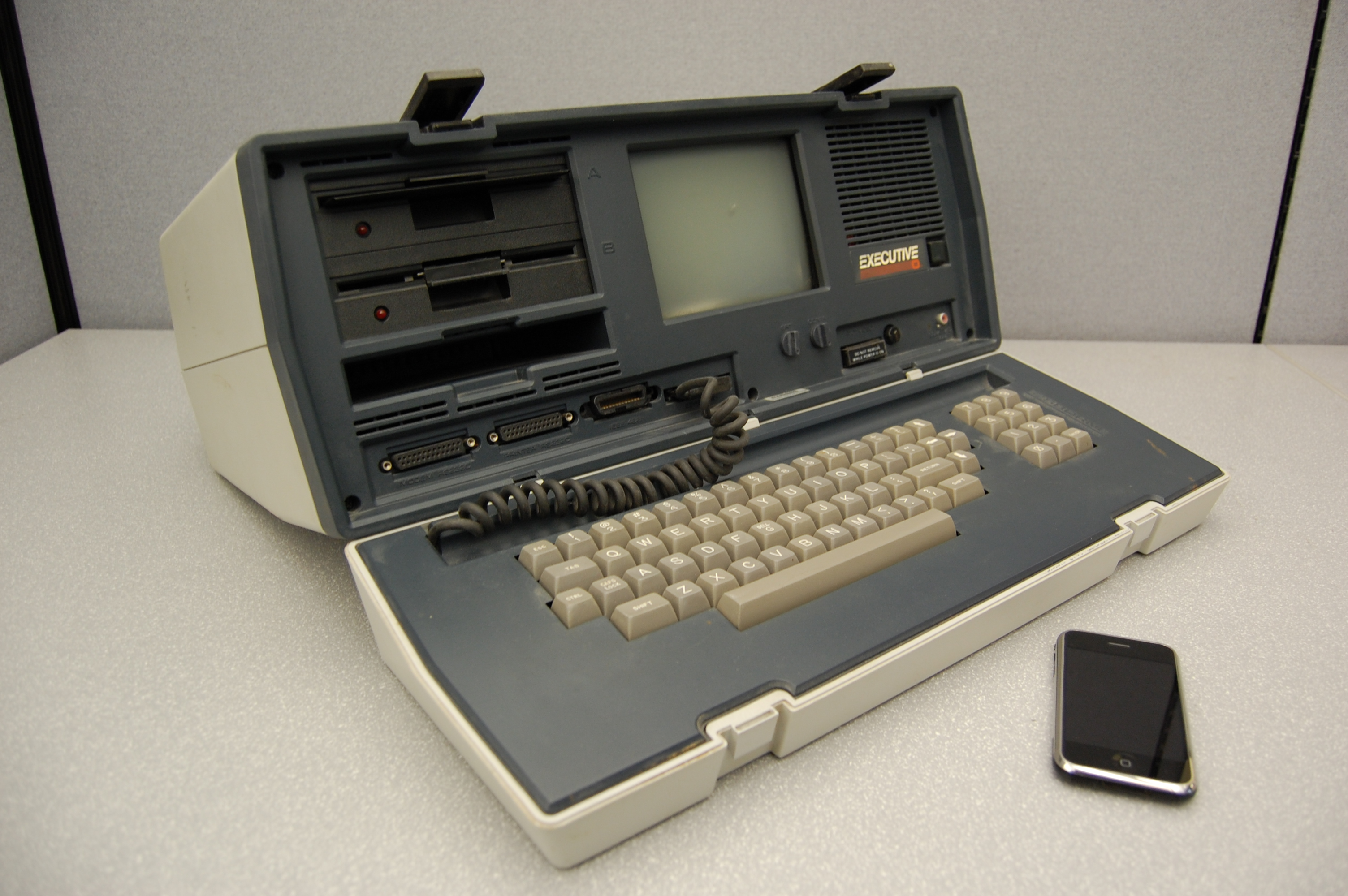
O computador portátil Osborne Executive.

O efeito Osborne ocorre quando a antevisão prematura sobre produtos futuros e indisponíveis prejudica as vendas de produtos existentes. O nome vem da substituição planeada do Osborne 1, o primeiro computador pessoal vendido pela Osborne Computer Corporation em 1981. No início de 1983, o fundador Adam Osborne apresentou o novo modelo (Osborne Executive) aos jornalistas: os revendedores aperceberam-se disso e pararam as encomendas do Osborne 1. Isto levou a uma queda nas vendas desse modelo. A queda das receitas abrandou a Osborne na produção do novo modelo e acabou por levar à falência da a empresa em setembro de 1983..

## Exemplos
Em 1978, a North Star Computers anunciou uma nova versão do seu controlador de disquetes com capacidade duplicada que seria vendida pelo mesmo preço da linha existente. As vendas de produtos existentes entraram em colapso. A empresa quase faliu..
Durante o segundo semestre de 1997, após o anúncio da Dreamcast, as vendas da consola Saturn diminuíram significativamente e muitos jogos planeados foram cancelados, reduzindo significativamente a esperança de vida da consola. O desaparecimento prematuro da Saturn fez com que os clientes e os programadores se mostrassem céticos e esperassem, levando, entre outras coisas, ao fracasso da Dreamcast e à saída da Sega do mercado das consolas de videojogos.
Em novembro de 2017, os clientes da Tesla podiam pagar um depósito de 250 mil dólares para reservar a Founders Edition do Tesla Roadster 7, mas em 2023 o carro ainda não estava disponível, o que adia, portanto, a compra de veículos por parte destes clientes. Em 2023, Elon Musk pode não ter revelado um modelo Tesla a custar menos de 25 000 dólares porque os clientes da Tesla hesitariam em comprar um Model 3 ou Model Y no valor do dobro desse valor.